# Thomasprocessen

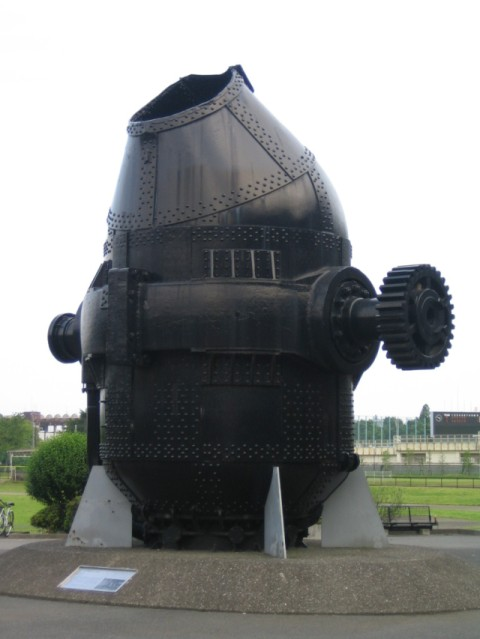
Thomas konverter.

Thomasprocessen, även Thomas Gilchrist-processen eller Gilchrists metod, är en äldre metod för framställning av smidbart stål. Som en biprodukt fick man så kallad thomasfosfat, som länge användes för gödsling av åkrar.

## Historik
Thomasprocessen är en förbättrad version av bessemermetoden som utvecklades 1878 av britten Sidney Gilchrist Thomas i samarbete med sin kusin,  kemisten Percy Carlyle Gilchrist. Thomasmetoden infördes vid Domnarvet år 1891. Detta var det enda stålverk i Sverige som använde thomasmetoden.  Under början av 1900-talet började den dock förlora popularitet i Storbritannien och USA till förmån för Martinprocessen. Den förblev dock den viktigaste stålframställningsmetoden fram till syrgasprocessernas genombrott i början av 1960-talet.

## Teknik
Thomasprocessens fördel är att fosforrik malm kan användas. Thomas fodrade konvertern med dolomit och tillsatte under processens lopp kalksten, varvid en basisk slagg bildades, som upptog fosforn ur järnbadet.
Processen klarar av att hantera järnmalm med en fosforhalt upp till 2,5 %. Vid luftgenomblåsningen oxideras kisel till kiseldioxid, fosfor till fosforpentoxid och kol till koldioxid. Efter 12 minuter är procenthalterna i stålet: mangan 0,35%, fosfor 0,07%, kol 0,06%. Fosforpentoxiden reagerar sedan med kalken och ger tetrakalciumfosfat (Ca3(PO4)2⋅CaO). Den slagg som bildas vid processen innehåller kalciumfosfater och kalciumsilikat och kan i finfördelad form användas som gödselmedel under namnet thomasfosfat.